# Reine stemming

De reine stemming is gebaseerd op boventoonposities

De reine stemming of stemming van Zarlino is een stemming met een toonladder waarin de muzikale intervallen bestaan uit breuken van kleine gehele getallen: 2/1 voor het octaaf, 3/2 voor de kwint, 4/3 voor de kwart, 5/4 voor de grote terts, en 6/5 voor de kleine terts. De overige intervallen (zoals de grote en kleine secunde) worden van deze verhoudingen afgeleid. De reine stemming werd in de 16e eeuw ontwikkeld door de Italiaanse muziektheoreticus Gioseffo Zarlino.
Onafhankelijk van de stemming wordt de term 'rein' ook gebruikt voor de intervallen reine kwart en reine kwint ter onderscheiding van de verminderde en overmatige vormen.

## Verhouding tot de boventoonreeks
De reine stemming is gebaseerd op de harmonische boventoonreeks. Bij iedere toon die gespeeld of gezongen wordt klinken namelijk boventonen mee, die een veelvoud zijn van de grondtoon. De eerste boventoon klinkt bijvoorbeeld tweemaal zo hoog als de grondtoon, en kan dus weergegeven worden met de breuk 2/1. De eerste boventonen van de grondtoon hebben de volgende toonafstanden: 
- Eerste boventoon (2/1): octaaf
- Tweede boventoon (3/1): octaaf + kwint
- Derde boventoon (4/1): 2 octaven
- Vierde boventoon (5/1): 2 octaven + grote terts
- Vijfde boventoon (6/1): 2 octaven + kwint

Deze tonen kunnen op een snaarinstrument gespeeld worden door een snaar 2 keer zo kort te maken, of 3 keer zo kort etcetera.
Gebaseerd op deze boventonen kunnen de toonafstanden van de reine stemming vastgesteld worden. Een kwint komt bijvoorbeeld overeen met het verschil tussen de eerste boventoon (2/1) en de tweede boventoon (3/1) en krijgt daarom de breuk 3/2. Een reine kwart komt overeen met het verschil tussen de tweede boventoon (3/1) en de derde boventoon (4/1), en krijgt daarom de breuk 4/3. Een overzicht:
| 1/1   | reine prime                          |
| 2/1   | rein octaaf                          |
| 3/2   | reine kwint                          |
| 4/3   | reine kwart                          |
| 5/4   | grote terts                          |
| 8/5   | kleine sext                          |
| 5/3   | grote sext                           |
| 6/5   | kleine terts                         |
| 9/8   | grote secunde (grote grote secunde)  |
| 10/9  | grote secunde (kleine grote secunde) |
| 16/15 | kleine secunde                       |
Een octaaf geldt als volmaakt consonant. Na het octaaf worden de reine kwint (3/2) en de reine kwart (4/3) als consonant ervaren. De beide tertsen en sexten worden als onvolkomen consonant beschouwd.
Opmerkelijk is dat de grote secunde op twee manieren gestemd kan worden. Ten eerste als het verschil tussen een kwint en een kwart: (3/2)/(4/3) = 9/8, ten tweede als het verschil tussen een kwart en een kleine terts: (4/3)/ (6/5) = 10/9. Er is dus een klein verschil in toonhoogte: (9/8)/(10/9) = 81/80. Dit verschil in toonhoogte wordt het didymische komma genoemd.

## Toonladders in reine stemming
Reine majeurladder 
 De reine majeur-toonladder is de 7-tonige groteterts-ladder (do-ladder, ionische ladder) met als frequentie-verhoudingen:
| naam                     | do  | do  | re  | re   | mi   | mi    | fa    | fa  | so  | so   | la   | la  | ti   | ti    | (do)  | (do) |
| ------------------------ | --- | --- | --- | ---- | ---- | ----- | ----- | --- | --- | ---- | ---- | --- | ---- | ----- | ----- | ---- |
| verhouding met grondtoon | 1/1 | 1/1 | 9/8 | 9/8  | 5/4  | 5/4   | 4/3   | 4/3 | 3/2 | 3/2  | 5/3  | 5/3 | 15/8 | 15/8  | 2/1   | 2/1  |
| verhouding onderling     |     | 9/8 | 9/8 | 10/9 | 10/9 | 16/15 | 16/15 | 9/8 | 9/8 | 10/9 | 10/9 | 9/8 | 9/8  | 16/15 | 16/15 |      |
Reine mineurladder 
 Wat de natuurlijke kleineterts-ladder (la-ladder, eolische ladder) betreft, kan de benaming reine mineur-toonladder niet alleen de op de la-positie beginnende reine majeurladder
| verhouding met grondtoon | 1/1 | 1/1 | 9/8 | 9/8   | 6/5   | 6/5 | 27/20 | 27/20 | 3/2  | 3/2   | 8/5   | 8/5 | 9/5 | 9/5  | 2/1  | 2/1 |
| verhouding onderling     |     | 9/8 | 9/8 | 16/15 | 16/15 | 9/8 | 9/8   | 10/9  | 10/9 | 16/15 | 16/15 | 9/8 | 9/8 | 10/9 | 10/9 |     |
aanduiden, maar ook de daaruit door verwisseling van een 'grote' en een 'kleine' hele toonafstand ontstane ladder
| verhouding met grondtoon | 1/1 | 1/1 | 9/8 | 9/8   | 6/5   | 6/5  | 4/3  | 4/3 | 3/2 | 3/2   | 8/5   | 8/5 | 9/5 | 9/5  | 2/1  | 2/1 |
| verhouding onderling     |     | 9/8 | 9/8 | 16/15 | 16/15 | 10/9 | 10/9 | 9/8 | 9/8 | 16/15 | 16/15 | 9/8 | 9/8 | 10/9 | 10/9 |     |
met een echt reine vierde trap (kwart) 4/3.
Geen reine 12-tonige ladder 
 Er zijn meerdere voorstellen gedaan om de reine zeventonige ladder met nog vijf  'tussentonen'  aan te vullen tot een twaalftonige ladder; tot één canonieke versie heeft dat echter niet geleid.

## Modulatie

### Kwintmodulaties
Onderstaande tabel toont het resultaat van opeenvolgende verschuivingen van de reine grotetertstoonladder (onderaan) over telkens een reine kwint (of een reine kwart in de andere richting, dat komt op hetzelfde neer).  Nieuwe tonen zijn steeds met octaafstappen teruggebracht tot het uitgangsoctaaf.
In elke regel geldt voor twee van de zeven tonen dat ze in de regel erboven niet meer voorkomen: steeds verdwijnen de toonhoogtes van fa en la, en komen er twee nieuwe toonhoogtes bij: de ene - ti - vrijwel midden tussen de oude fa en so in, de andere - re - 22 cents (81/80, een didymisch komma) boven de oude la. Bij verschuiving over een kwint omlaag zijn het de toonhoogtes van re en ti die niet (niet precies) terugkomen.
Na drie kwintverschuivingen is er nog één oorspronkelijke toonhoogte over. Na twaalf kwintverschuivingen valt het resultaat (na zeven octaven terugschuiven) vrijwel samen met de uitgangsladder, het verschil is 23,46 cent ( (3/2)12, in de tabel 24 cent door cumulatieve afronding). Krap 1/8 hele toon.
| do 24 |        | re 228 |        | mi 410 | fa 522 |        | so 726 |        | la 908 |         | ti 1112 | do 1224 |
| so 24 |        | la 206 |        | ti 410 | do 522 |        | re 726 |        | mi 908 | fa 1020 |         | so 1224 |
| re 24 |        | mi 206 | fa 318 |        | so 522 |        | la 704 |        | ti 908 | do 1020 |         | re 1224 |
| la 2  |        | ti 206 | do 318 |        | re 522 |        | mi 704 | fa 816 |        | so 1020 |         | la 1202 |
| mi 2  | fa 114 |        | so 318 |        | la 500 |        | ti 704 | do 816 |        | re 1020 |         | mi 1202 |
| ti 2  | do 114 |        | re 318 |        | mi 500 | fa 612 |        | so 816 |        | la 998  |         | ti 1202 |
|       | so 114 |        | la 296 |        | ti 500 | do 612 |        | re 816 |        | mi 998  | fa 1110 |         |
|       | re 114 |        | mi 296 | fa 408 |        | so 612 |        | la 794 |        | ti 998  | do 1110 |         |
|       | la 92  |        | ti 296 | do 408 |        | re 612 |        | mi 794 | fa 906 |         | so 1110 |         |
|       | mi 92  | fa 204 |        | so 408 |        | la 590 |        | ti 794 | do 906 |         | re 1110 |         |
|       | ti 92  | do 204 |        | re 408 |        | mi 590 | fa 702 |        | so 906 |         | la 1088 |         |
| fa 0  |        | so 204 |        | la 386 |        | ti 590 | do 702 |        | re 906 |         | mi 1088 | fa 1200 |
| do 0  |        | re 204 |        | mi 386 | fa 498 |        | so 702 |        | la 884 |         | ti 1088 | do 1200 |

### Tertsmodulaties
Bij een verschuiving van de reine majeurladder over een grote terts (5/4) verdwijnen er niet twee, maar vier tonen uit de ladder en komen er dus ook vier nieuwe bij. Na een drietal groteterts-modulaties ligt het resultaat - na octaafverschuiving - vrij dicht onder de uitgangsladder (afwijking 125/128, ofwel 41 cents).
Een modulatie over een kleine terts (6/5) vervangt ook steeds vier van de zeven laddertonen. Nu verschijnt er pas na negentien verschuivingen een goede benadering van de uitgangsladder; dat zal in de muziekpraktijk geen rol spelen, ook al is de afwijking dan nog geen 3 cents: (6/5)19 / 25 ≈ −2,8 cent.

## Tussen opvolgende laddertonen liggen meer dan twee reine modulatie-tonen
De tabel toont de afstanden tot grondtoon do van de tonen van de reine majeurladder, aangevuld met de tonen die ontstaan door modulatie van die ladder over een of twee (grote) tertsen of kwinten, omhoog en omlaag. Gerangschikt naar toonhoogte binnen één octaaf; de grijstint wisselt bij 50, 150, 250, ... cents.
|            | een modulatie         | twee modulaties    | afstand tot do | afstand tot do |
| verhouding | een modulatie         | twee modulaties    | cents          |                |
| do         |                       |                    | 1/1            | 0              |
|            | la + terts            |                    | 25/24          | ≈ 71           |
|            |                       | re + terts + kwint | 135/128        | ≈ 92           |
|            | fa − terts            |                    | 16/15          | ≈ 112          |
|            | la − kwint            |                    | 10/9           | ≈ 182          |
| re         |                       |                    | 9/8            | ≈ 204          |
|            | ti + terts            |                    | 75/64          | ≈ 275          |
|            |                       | fa − kwint − kwint | 32/27          | ≈ 294          |
|            | so − terts            |                    | 6/5            | ≈ 316          |
| mi         |                       |                    | 5/4            | ≈ 386          |
|            |                       | re + kwint + kwint | 81/64          | ≈ 408          |
|            |                       | do − terts − terts | 32/25          | ≈ 427          |
|            |                       | la + terts + terts | 125/96         | ≈ 457          |
| fa         |                       |                    | 4/3            | ≈ 498          |
|            |                       | re − terts + kwint | 27/20          | ≈ 520          |
|            |                       | la + terts − kwint | 25/18          | ≈ 569          |
|            | re + terts ti + kwint |                    | 45/32          | ≈ 590          |
|            |                       | fa − terts − kwint | 64/45          | ≈ 610          |
|            |                       | re − terts − terts | 36/25          | ≈ 631          |
|            |                       | ti + terts + terts | 375/256        | ≈ 661          |
|            |                       | la − kwint − kwint | 40/27          | ≈ 680          |
| so         |                       |                    | 3/2            | ≈ 702          |
|            | mi + terts            |                    | 25/16          | ≈ 773          |
|            | do − terts            |                    | 8/5            | ≈ 814          |
| la         |                       |                    | 5/3            | ≈ 884          |
|            | re + kwint            |                    | 27/16          | ≈ 906          |
|            |                       | fa − terts − terts | 128/75         | ≈ 925          |
|            |                       | re + terts + terts | 225/128        | ≈ 977          |
|            | fa − kwint            |                    | 16/9           | ≈ 996          |
|            | re − terts            |                    | 9/5            | ≈ 1018         |
| ti         |                       |                    | 15/8           | ≈ 1088         |
|            |                       | so − terts − terts | 48/25          | ≈ 1129         |
|            |                       | mi + terts + terts | 125/64         | ≈ 1159         |
| do         |                       |                    | 2/1            | 1200           |
Weer andere reine toonhoogten komen voor bij modulaties over een kleine terts (tweemaal een kwint minus een terts).  En nog weer andere bij de verschillende modulatie-mogelijkheden van een reine mineur-toonladder. Allemaal tonen die, in tegenstelling tot de tonen van de evenredige twaalfverdeling van het octaaf, rein genoemd worden. Een muziekschrift kan die enorme verscheidenheid aan theoretisch reine toonhoogtes bij lange na niet weergeven. Dat hoeft ook niet, want de violist en de zanger zijn voor al die finesses toch op hun gehoor en gevoel aangewezen.